# Заверуха, Виктория Игоревна
Викто́рия И́горевна Заверу́ха (наиболее известна как Ви́та Заверу́ха; укр. Вікто́рія І́горівна Заверу́ха, род. 9 июня 1996, Винница, Украина) — украинская неонацистская активистка, экс-военнослужащая батальонов «Айдар» и «Азов», участница российско-украинской войны на стороне ВСУ.
После публикации статьи в Elle France в 2014 году об украинских участницах войны в Донбассе привлекла к себе широкое внимание благодаря публикациям неонацистского контента в социальных сетях. В 2015 году была арестована по обвинению в участии в преступной группе, совершившей нападение на АЗС в Киеве, в результате которого погибли двое правоохранителей, но позже была освобождена из-под следствия.

## Биография
Родилась в Виннице. Отец — Игорь Ярославович, уроженец Львова. Мать — Ольга Михайловна, родом из села Медвежье Ушко Винницкой области. Семья проживала в Медвежьем Ушке, где Виктория окончила 7 классов. Из-за сложных отношений с одноклассниками перевелась в школу в Виннице. После окончания 9-го класса Виктория Заверуха поступила в винницкое училище сферы услуг, где получила специальность оператора компьютерного набора.

С самого начала Евромайдана присоединилась к протестам; участвовала в штурме Винницкой ОГА и так называемой «народной люстрации» в Виннице. После столкновений и последующего пожара в Одесском Доме профсоюзов 2 мая 2014 года, на страницу Заверухи в социальной сети «ВКонтакте» поступило более 600 угроз, а 5 мая она подверглась нападению со стороны неизвестных. В интервью винницкому новостному порталу заявила, что приехала в Одессу только утром 3 мая, подытожив: «И хотя это не я сожгла тех людей, но считаю, что это было правильно». В семнадцатилетнем возрасте присоединилась к националистическому батальону Айдар, который впоследствии обвинялся ОБСЕ и Amnesty International в нарушении законов ведения войны и военных преступлениях.
Находясь на лечении в Виннице после полученной контузии, 5 августа 2014 года в составе группы активистов ворвалась в интернет-салон «Скала», где срывала и сжигала флаги Российской империи и Победы.
Получила широкую известность после публикации 14 ноября 2014 года в французском журнале Elle репортажа о женщинах в вооружённом конфликте в Донбассе, в котором Виктория Заверуха была названа «украинской Жанной д’Арк». В интервью журналу Виктория назвала себя Светой, «секретаршей и волонтёром отряда самообороны», не показывая при этом своих ультраправых взглядов. Публикация в журнале вызвала скандал в СМИ и Интернете после ответных сообщений американской пианистки родом из Киева Валентины Лисицы. Лисица в своих сообщениях в Интернете обратила внимание на то, что Виктория Заверуха в своих публикациях в социальных сетях продемонстрировала открытую симпатию к радикальному национализму и поддержала уничтожение русскоязычных граждан Украины; на одной из опубликованных в Интернете фотографий Заверуха вскидывает руку в нацистском приветствии, на другой она запечатлена в военной форме, держащей в руках гранатомёт, на котором написано фломастером «Смерть православным», на третьей — на фоне здания Луганской ТЭС разворачивает красно-чёрный флаг, на четвёртой — позирует с оружием на фоне флага со свастикой. Французские СМИ также указали на публикации Заверухой изображений с Адольфом Гитлером и антисемитских лозунгов, таких как «Украина без евреев». Главный редактор «Исторической правды» Вахтанг Кипиани, обратил внимание на видео, в котором Заверуха рассказывает о том, что «украинцы и русские — один народ, но жиды все мутят». Комментируя ее деятельность и публикации в соцсетях, Кипиани резюмировал: «Если так выглядит украинский патриотизм — то все воины УПА и Бандера с Шухевичем делали что-то не то».  После вмешательства Валентины Лисицы редакция французского журнала Elle принесла извинения за публикацию репортажа о Виктории Заверухе и других женщинах, участвующих в боевых действиях в Донбассе.

В декабре 2014 года в составе группы неизвестных, представившихся бойцами батальона «Айдар», Заверуха ворвалась в офис компании по изготовлению домофонов, обвинила организацию в «работе на Россию» и «финансировании сепаратистов Донбасса». Словесная перепалка между Заверухой и сотрудником перешла в драку, однако в результате группа покинула помещение офиса компании.
В 2015 году значительный общественный резонанс вызвало размещённое в интернете видео, на котором девушка, очень похожая на Викторию Заверуху, стреляет из ручного противотанкового гранатомёта в направлении села с позиций украинских войск в Широкино Донецкой области, причём её выстрел, вероятно, не направлен на какую-либо определённую военную цель. Международное гуманитарное право запрещает неизбирательные обстрелы и бессмысленные разрушения. Такие действия, при определённых условиях, следует рассматривать как военное преступление. На видео также видны взрывы вдалеке, что говорит о проходящем во время съемки бое. Нельзя исключить, что выстрел был направлен на военную цель. Видео было широко использовано в российской пропаганде для распространения негативной информации об украинских добровольческих батальонах.

### После освобождения
В феврале 2017 года Заверуха и её муж были избиты членами неонацистской группировки C14, к которой они сами принадлежали. Со слов Заверухи, избиение произошло, так как членам С14, помогающим выйти ей на свободу, не понравилось, что про них было написано мало благодарности.
После выхода на свободу под залог, Заверуха в компании 50 националистов участвовала в штурме популярного киевского ресторана.
Сообщалось, что после освобождения из-под стражи Заверуха была причастна к анти-ЛГБТ движению; в частности заявлялось, что Заверуха и её муж участвовали в нападении на трансгендерных людей в Киеве 9 июля 2017 года.
17 сентября 2018 года полиция пришла с обыском в киевский офис ветеранов ОУН и «Айдара», в котором, по данным лидера националистической организации С14 Евгения Карася, забаррикадировались Вита Заверуха и Евгений Строкань. Внутри офиса была обнаружена свастика и портрет Гитлера, а также паспорта российских добровольцев.
Перед президентскими выборами, в марте 2019 года, Пётр Порошенко разместил в Facebook политическую рекламу с фотографией Заверухи и надписью «поддержим наших военных», что стало одной из его наиболее резонансных кампаний.
В отчёте Госдепартамента США по правам человека, вышедшим в 2020 году говорилось, что Заверуха и другие активисты насильственной радикальной группы «Неизвестный патриот» были среди подозреваемых в нападении на двух мужчин — участников митинга за права женщин 8 марта.
8 июля 2021 года участвовала в контрдемонстрациях против экоактивистов, выступающих за сохранение озера Вырлица; группировка людей под руководством Заверухи окружала протестующих и рвала их плакаты.
С 2022 года в составе батальона Братство отражает вторжение России в Украину и приобрела известность за выживание[какое?] в ближнем бою с российскими солдатами.

## Дело Виты Заверухи
«Дело Заверухи», известное также как «дело винницких террористов» — уголовное дело против пяти военнослужащих украинских батальонов территориальной обороны, начатое в 2015 году.
В ночь с 3 на 4 мая 2015 года в Деснянском районе Киева было совершено нападение на АЗС. Сотрудник получил ранение в руку, из кассы нападавшие в масках похитили около 800 гривен. Той же ночью при попытке задержания предполагаемых участников преступной группы в результате перестрелки погибли двое сотрудников милиции и трое получили ранения. Оба погибших милиционера ранее служили в спецподразделении «Беркут».
В течение мая были установлены пятеро подозреваемых: Андрей Романюк, Евгений Кошелюк, Вита Заверуха, Николай Мнишенко (Монишенко) и Данила Сытников; шестой участник группы, Вадим Пинус, был убит во время перестрелки. Возраст подозреваемых на момент ареста составлял от 17 до 23 лет, все они служили в добровольческих батальонах Украины.
На видео, распространённом пресс-службой МВД Украины, приведены признательные показания одного из задержанных. По словам задержанного: 1 мая он с сообщниками приехал в Киев из Винницы с целью проведения террористического акта: «чтобы подорвать доверие населения к власти», — у злоумышленников были с собой два автомата, РПГ «Муха» и несколько гранат. «Морган должен был стрелять по людям, Вита — его прикрывать, Андрей должен был кинуть тротиловую шашку в толпу», — добавил в своём признании злоумышленник. Теракт 1 мая участникам преступной группы пришлось отменить, не было подходящего момента, тогда участники группы решили обстрелять пост ГАИ, с целью завладения оружием милиционеров. 3 мая группа приняла решение ограбить АЗС. После нападения сообщники попытались скрыться, прибывший на место наряд милиции начал их преследовать и после перестрелки задержал в одном из дворов.
По данным интернет-издания «Левый берег», Виктория Заверуха была арестована 6 мая, с возможностью выхода на свободу под залог в 3,5 миллиона гривен. Согласно данным украинской прокуратуры, девушка имела тесные связи с тремя подозреваемыми в убийстве правоохранителей и участвовала с ними в организации обстрела поста ГАИ в Быковне 2 мая 2015 года. Действия обвиняемой квалифицированы по статьям 348 (посягательство на жизнь сотрудников правоохранительных органов) и 27 (соучастие в преступлении) Уголовного кодекса Украины.
8 мая стало известно, что к Заверухе не допускают адвоката Виктора Смалия. Депутаты Антон Геращенко и Игорь Мосийчук заявили, что «взяли данное дело на свой контроль». В тот же день Виктория сообщила, что против неё применяют насилие, фальсифицируют доказательства и заставляют подписывать протоколы, с которыми она не согласна. Через несколько дней Заверуха объявила о голодовке, требуя прекратить фабриковать дело и допустить к ней адвоката Виктора Смалия.
26 июня 2015 года ряд украинских СМИ со ссылкой на общественного деятеля Ирму Крат и адвоката Виктора Смалия сообщили, что Виктория Заверуха пыталась перегрызть себе вены в знак протеста. На следующий день, после приговора о продлении ареста, потеряла сознание в зале суда и была госпитализирована.
19 августа 2015 года Генеральная прокуратура Украины направила в Днепровский районный суд Киева обвинительный акт об уголовном производстве в отношении Виктории Заверухи и других подозреваемых по делу о расстреле милиционеров.
С 22 сентября 2015 года по просьбе родственников мужа Заверухи на стороне защиты в деле выступала Татьяна Монтян. 19 января 2016 года киевский апелляционный суд продлил арест Заверухи. В тот же день адвокат Татьяна Монтян заявила, что в отношении её подзащитной у суда нет никаких фактических данных о её причастности к какому-либо преступлению, а сама Заверуха в день произошедшего была в селе Медвежье Ушко в 400 километрах от Киева.
На судебном заседании 11 мая 2016 года Виктория Заверуха потеряла сознание после того, как перерезала себе вены лезвием.
8 июня 2016 года Соломенский районный суд Киева отказался выпустить подозреваемых на поруки депутатам Верховной рады Игорю Лапину и Сергею Мельничуку, продлив арест до 6 августа. После вынесения решения, на заседание ворвались около 30 неизвестных, пытавшихся блокировать судей. На место происшествия на трех автобусах прибыли спецназовцы, которые за волосы вытащили из клетки пытавшуюся оказать сопротивление Заверуху и задержали ещё нескольких человек.
2 августа условия содержания Заверухи в следственном изоляторе проверяла депутат Верховной рады Надежда Савченко. Депутат осматривала камеру пребывания Виктории Заверухи, когда саму подозреваемую заранее из неё вывели.
Продление судом сроков содержания под стражей сопровождалось масштабными акциями активистов в поддержку Заверухи и других подозреваемых. Украинской прессой широко освещались события противостояния сторонников Заверухи и полицейского спецназа под зданием суда в период рассмотрения дела 1 октября 2016 года.
23 ноября в ходе рассмотрения судом вопроса об избрании обвиняемой Заверухе меры пресечения, депутат из фракции «Народный фронт» Юрий Тимошенко приковал себя наручниками к Виктории и заявил, что «уйдет из зала суда только с ней – либо на свободу, либо в СИЗО». В тот же день Заверухе и ещё двоим подозреваемым продлили арест на 2 месяца. Вскоре после заседания суда Заверуха была госпитализирована под присмотром народных депутатов, пообещавших провести переговоры с генеральным прокурором Юрием Луценко относительно пересмотра её дела. Находясь в больнице попыталась перерезать себе горло, но была остановлена медсестрой и возвращена в СИЗО спустя пару дней.
24 января 2017 года Заверуха вышла на свободу из Лукьяновского СИЗО под залог в 1,6 миллионов гривен, который внёс бизнесмен Алексей Тамразов, ранее внёсший 5 миллионов гривен залога за подозреваемого в убийстве писателя Олеся Бузины и часто помогающий ВСУ. Позже её освободили из-под следствия. По информации винницкого новостного портала, уголовное дело «развалилось», однако двоих подозреваемых отпустили на поруки только в начале 2019 года.

## Личная жизнь
- Первый муж — Игорь (Олесь) Павлов[92] (Черняк или Невидоменко)[3][93], обвиняемый в обстреле поста ГАИ в Быковне в 2015 году[94] и распространении манифеста австралийского неонациста Брентона Тарранта в 2020 году[95].
- Второй муж — Евгений Строкань, руководитель националистической организации «Неизвестный патриот»[96][97][98].
- Третий муж — Алексей Середюк, командир батальона Братство[39][99].